# La Rambla (Kletterroute)

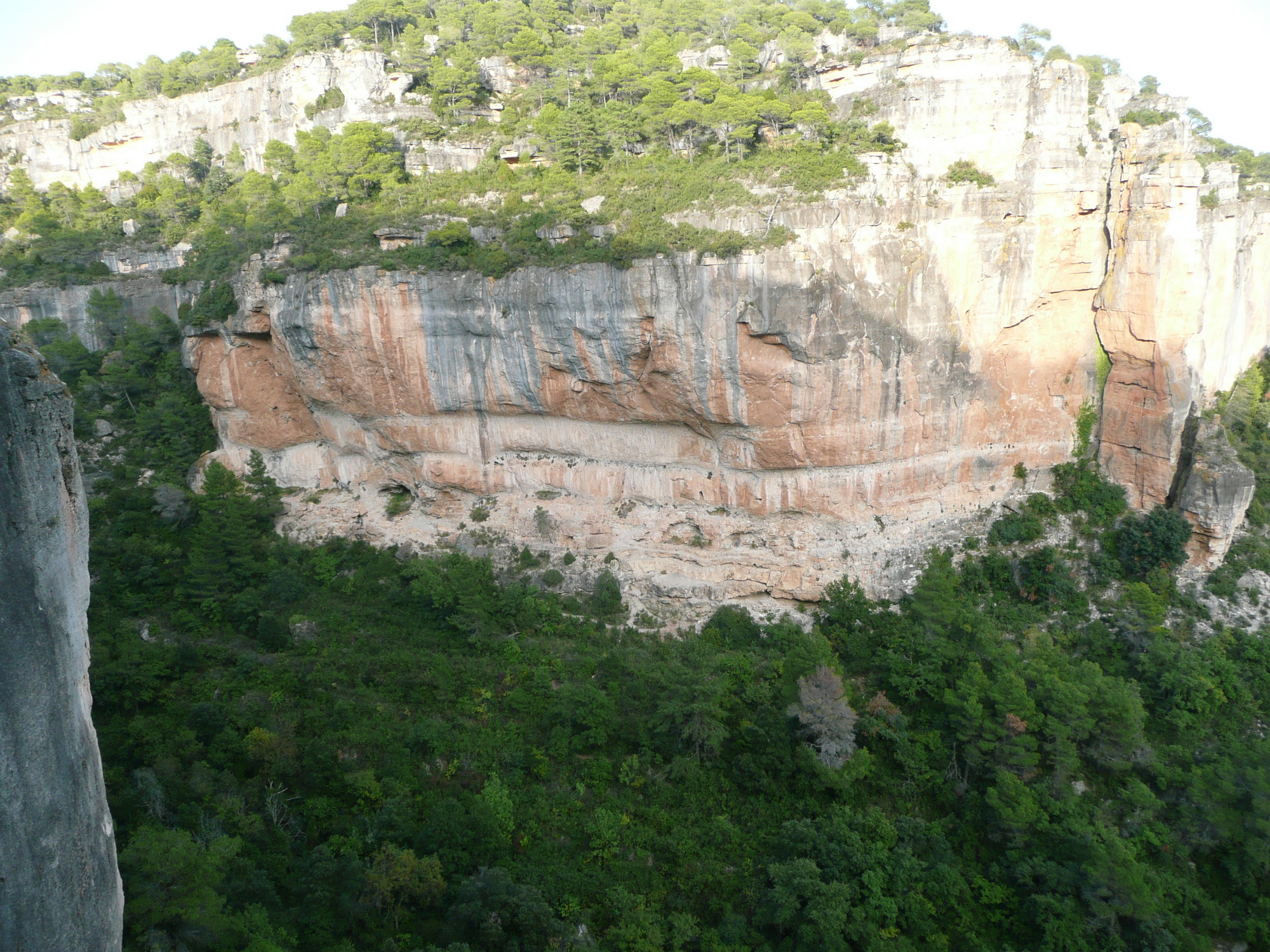
Der Sektor El Pati in Siurana

La Rambla oder genauer, da schon früher Varianten davon geklettert wurden, La Rambla original, La Rambla extension oder La Rambla directa war zum Zeitpunkt ihrer Erstbegehung eine der schwierigsten Kletterrouten. Sie befindet sich im spanischen Klettergebiet Siurana (Provinz Tarragona) im Sektor El Pati. Ihr Name wurde inspiriert durch die berühmte Flaniermeile La Rambla im Zentrum von Barcelona. Zum ersten Mal Rotpunkt geklettert und damit offiziell erstbegangen wurde sie im Jahr 2003 nach längerer Übungsphase von dem spanischen Sportkletterer Ramón Julián Puigblanque. Der Schwierigkeitsgrad wurde von ihm mit 9a+ auf der französischen Bewertungsskala angegeben.

## Charakterisierung
Die Route La Rambla (original, extension oder directa) wird oft einfach nur in der Kurzform La Rambla genannt. Sie ist im Sektor El Pati die zentrale Route und wurde von Alexander Huber und Ramón Julián Puigblanque mit Bohrhaken versehen. Die Bewertung nach der internationalen französischen Bewertungsskala beträgt 9a+. Von den bisherigen Wiederholern wurde diese Einstufung bestätigt. 
Die Route ist 45 Meter hoch und hängt mehr als 15 Meter über. Auf der ganzen Strecke sind 17 Bohrhaken als Zwischensicherung angebracht. Je nach Auswahl an Griffen hat die Route ungefähr 100 oder auch mehr als 110 Züge. Die besondere Schwierigkeit der Route besteht zum einen darin, dass sie für eine Sportkletterroute verhältnismäßig lang ist, zum anderen in der am Ende der Route liegenden Schlüsselstelle, die vom Kletterer bewältigt werden muss, wenn er nach etwa 40 Metern Kletterei bereits erschöpft ist.
Die einzelnen Teilabschnitte der Route können folgendermaßen beschrieben werden: Die Route beginnt mit einem ungefähr zehn Meter hohen, abdrängenden und klettertechnisch anspruchsvollen Einstiegsriss im französischen Schwierigkeitsgrad 8a+/8b. An den Einstiegsriss schließen etwa zwanzig Meter athletische Wandkletterei mit schweren Einzelstellen an. Damit ergibt sich für die ersten dreißig Meter der Route der französische Schwierigkeitsgrad 8c. Am Ende dieser Passage befindet sich ein Ruhepunkt, an dem sich die Arme nach den ersten 80 Zügen etwas erholen können. Diese Erholung gelingt aber nur, wenn der Kletterer noch einigermaßen erholt am Ruhepunkt ankommt. Die Schlüsselzone beginnt mit einer sehr kleingriffigen, kompakten und kräftezehrenden überhängenden Wandkletterei im französischen Schwierigkeitsgrad Fb 8a. Darauf folgt ein Quergang, der zu einer letzten feingriffigen, fünf Meter hohen Zone führt.

## Begehungen
- Ramón Julián Puigblanque im Jahr 2003 (Erstbegehung) – nach 30 bis 40 Versuchen
- Edu Marín Garcia im Jahr 2006 – nach 22 Versuchen[6]
- Chris Sharma im Jahr 2006 – nach 12 Versuchen[6]
- Andreas Bindhammer im Jahr 2007[5][3]
- Patxi Usobiaga Lakunza im Jahr 2007 – nach 9 Versuchen[7]
- Adam Ondra im Jahr 2008 (mit 15 Jahren) – nach 5 Versuchen innerhalb von zwei Tagen[8]
- Felix Neumärker im März 2013[9]
- Alexander Megos im Jahr 2013 – bei seinem zweiten Versuch[10]
- Daniel Jung im Jahr 2014[11]
- Margo Hayes im Februar 2017 – erste weibliche Begehung[12]

## Kontroverse
Ramón Julián Puigblanque eröffnete mit seiner Behauptung, dass Sharma und Marin die falschen Griffe benutzt hätten und die Route so geklettert einfacher sei, eine Diskussion über deren Leistung. Dies ist deshalb ungewöhnlich, weil die freie Wahl der Griffe im Sportklettern übliche Praxis ist. Wird eine Route einfacher, weil Wiederholer bessere Griffe entdecken, wird sie üblicherweise abgewertet. Da weder Sharma noch Marin die Route abwerteten und zumindest Sharma schon Erfahrung mit diesem Grad hatte, bleibt die Route offiziell 9a+. Ungeklärt bleibt in der Kletterszene die Frage, was Puigblanque mit seinem Vorwurf überhaupt bezwecken wollte.

## Varianten
Im Laufe der Zeit entstanden vor der Erstbegehung von La Rambla original verschiedene Varianten der Route La Rambla, die unterschiedlich bewertet sind und sich im Routenverlauf oder der zu kletternden Strecke unterscheiden. Die Varianten sind:
- La Rambla von Alexander Huber eingebohrt und 1994, nach sechs Wochen Arbeit, erstbegangen.[14] Diese Variante ist mit der obigen Rambla original identisch, hört aber einige Meter tiefer unten, auf 40 Meter Höhe auf.[1][13] Diese Route war in den 1990er-Jahren ebenfalls eine der weltweit schwersten Klettertouren. Bewertung nach der internationalen französischen Bewertungsskala: 8c+

- Variante de la Rambla, eingebohrt durch Alexander Huber und von Dani Andrada, 1996 Rotpunkt erstbegangen,[1] ist die am wenigsten bekannte Linie. Sie ist 45 Meter hoch und führt oben mit einer Rechtsvariante, welche die Schlüsselstelle von La Rambla original umgeht, zum Stand von La Rambla original.[13] Bewertung nach der internationalen französischen Bewertungsskala: 8c+

### Allgemein
- Andreas Bindhammer: La Rambla: Eine unvergleichliche Herausforderung. In: mountains2b.com. 11. Mai 2007, abgerufen am 25. Februar 2008.
- Sarah Burmester: La Rambla und die Schwierigkeit. In: klettern.de. 23. November 2007, abgerufen am 25. Februar 2008.
- Interview mit Andreas Bindhammer. In: Mountains2b.com. 11. Mai 2007, abgerufen am 25. Februar 2008.

### Videos von Begehungen
- Ramon Julian Puigblanque klettert La Rambla auf YouTube
- Edu Marin klettert La Rambla
- Felix Neumärker klettert La Rambla

### Fotos von Begehungen
- Andreas Bindhammer in La Rambla
- Patxi Usobiaga in La Rambla